# Thury-sous-Clermont
Thury-sous-Clermont è un comune francese di 695 abitanti situato nel dipartimento dell'Oise della regione dell'Alta Francia.

## Monumenti e luoghi di interesse
- Castello di Fillerval

## Società

### Evoluzione demografica
Abitanti censiti